# Mihu Dragomir
Mihu Dragomir (n. 24 aprilie 1919, Brăila, România – d. 9 aprilie 1964) a fost un poet și scriitor român. A făcut studii la Academia Comercială din București. A fost redactor la revista Viața Românească și redactor-șef la Luceafărul.:p. 274 Versurile sale evocă trecutul de luptă al poporului român, tragedia soldatului român târât în războiul antisovietic, momentul istoric al întoarcerii armelor împotriva hitleriștilor. Mihu Dragomir redă cu entuziasm realitățile sociale și frumusețile propriei patrii. Trăsătura dominantă a poeziilor sale este viziunea optimistă și patriotismul. Lirica sa, de esență romantic-revoluționară, îmbină atitudinea cetățenească militantă cu meditația filozofică. Stilul său, de resurse adesea folclorice, bogat în asociații și sugestii, cultivă cu măiestrie hiperbola. Mihu Dragomir s-a afirmat și ca autor de literatură științifică-fantastică și ca traducător.
În 1952 este publicat volumul „Stelele păcii” pentru care va primi Premiul de Stat clasa a III-a iar în 1955, la editura E.S.P.L.A, vede lumina tiparului volumul „Pe struna fulgerelor”, care conține poemul „Războiul”, premiat cu Premiul de Stat clasa a II-a.
Mihu Dragomir, șeful Secției de Poezie al revistei Viața Românească, a fost exclus din Partidul Comunist Român pentru „activitate fascistă și antisovietică, fost informator de siguranță”.

## Opera

### Volume de versuri
- Stelele păcii, 1952
- Războiul, poem, Editura Tineretului, 1954
- Pe struna fulgerelor, Editura de Stat pentru literatură și artă, 1955
- Odă pământului meu, 1958
- Pe drumuri nesfârșite, Editura Militară, 1958
- Întoarcerea armelor, 1959
- Stelele așteaptă Pământul, Editura pentru literatură, 1961
- La început a fost sfârșitul, Editura pentru literatură, 1962
- Cele mai frumoase poezii, 1963. Conține poezia Salahor ceresc
- Șarpele fantastic, Editura Pentru Literatură, 1965
- Minutar peste netimp. Versuri inedite, Editura Minerva, 1974
- Noapte calmă, Editura Eminescu, 1980

### Volume de povestiriștiințifico-fantastice
- Povestiri deocamdată fantastice, Editura Tineretului. Buc., 1962;

Conține povestirile:
- - „Legenda îngerilor”
  - „Omul planetă”
  - „Columbiana”
  - „Pe lungimea de undă a Cosmosului” (1961)
  - „Natura inversă”
  - „Reîntîlnirea cu Griffin”

Volumul de povestiri republicat în 1968 conține în plus povestirile:
- - „Discutând în Morse”
  - „Cutia cu tranzistori”
  - „Trimisul dacilor”
  - „Reversul domnului Valdemar”

### Povestiriștiințifico-fantastice
- „Discutând în Morse” în Gazeta literară, anul X, nr. 36 (495) din 5 septembrie 1963 (povestire republicată în  CPSF, nr. 229)
- „Cutia cu tranzistori” în Gazeta literară, anul XI, nr. 16 (526) din 16 aprilie 1964 (povestire republicată în  CPSF, nr. 229)
- „Trimisul dacilor” în CPSF anul X, nr. 229 din 1 iunie 1964[10]
- „Pe lungimea de undă a Cosmosului”, apărută în 1961, republicată în volum omonim de povestiri, Editura Tineretului, Colecția SF, din 1962 și 1967.

### Traduceri
- Edgar Allan Poe
- H.G. Wells
- Konstantin Simonov.

### În alte limbi
- Egyedül az űrben (Povestiri deocamdată fantastice, traducere în limba maghiară de Majtényi Erik, Ifjúsági Könyvkiadó, Bukarest, 1964.[11]